# 세렌치구

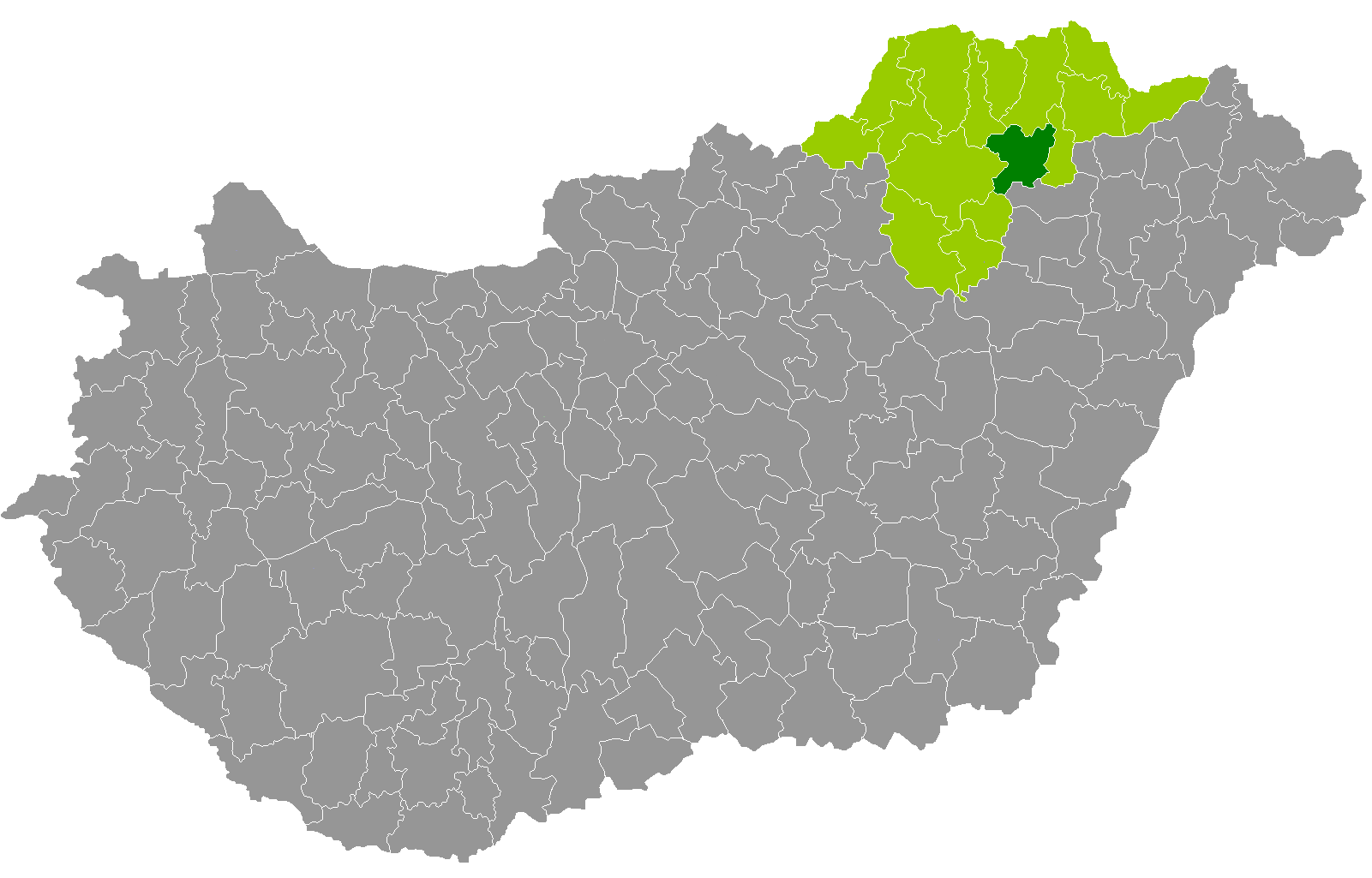
보르쇼드어버우이젬플렌주 지도에 표시된 세렌치구의 위치

세렌치구(헝가리어: Szerencsi járás)는 헝가리 보르쇼드어버우이젬플렌주에 위치한 구로 구청 소재지는 세렌치이며 면적은 432.07km2, 인구는 38,106명(2011년 기준), 인구 밀도는 88명/km2이다.
북쪽으로는 식소구, 괸츠구, 동쪽으로는 토커이구, 남쪽으로는 티서우이바로시구, 서볼치서트마르베레그주 티서버슈바리구, 서쪽으로는 미슈콜츠구와 접한다. 16개 지방 자치체(1개 시, 15개 마을)를 관할한다.

구 문장